# جردن هاروی
جردن هاروی (انگلیسی: Jordan Harvey؛ زادهٔ ۲۸ ژانویهٔ ۱۹۸۴) بازیکن فوتبال اهل ایالات متحده آمریکا است.